# Louis-Philippe de Rigaud de Vaudreuil

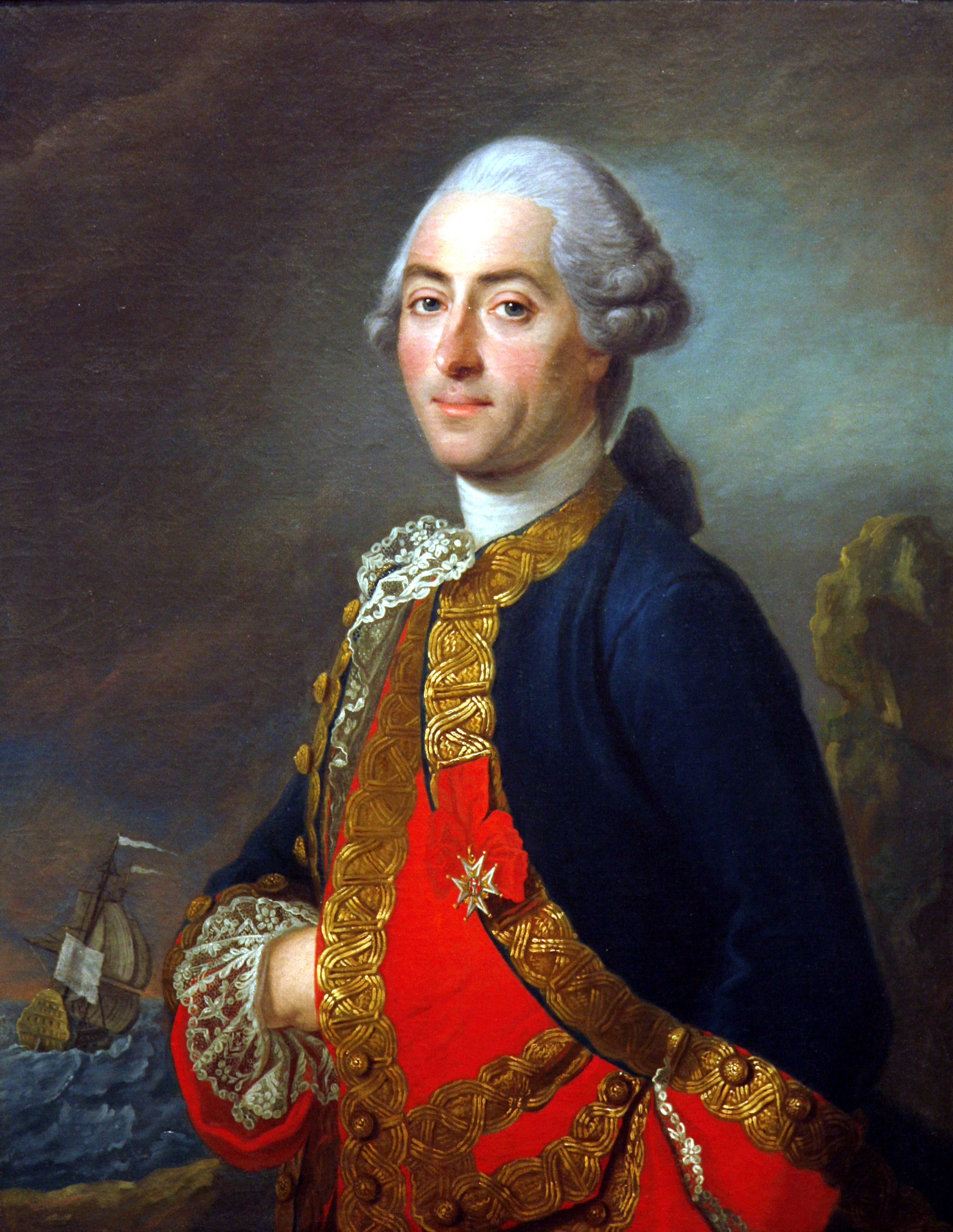
Louis-Philippe de Rigaud, Marquis de Vaudreuil um 1750
(Gemälde von Claude Arnulphy)

Louis-Philippe de Rigaud, Marquis de Vaudreuil (* 22. September 1691 in Québec; † 27. November 1763 in Rochefort) war ein französischer Adliger und Marineoffizier, zuletzt im Range eines Lieutenant-général.

## Leben
Louis-Philippe de Rigaud de Vaudreuil wurde 1691 als erstes von vier Kindern des Kommandeurs der französischen Kolonialtruppen (Compagnies Franches de la Marine) und späteren Generalgouverneurs von Neufrankreich Philippe de Rigaud de Vaudreuil und dessen Frau Louise-Élisabeth de Joybert de Soulanges et de Marson in Québec geboren. Er gehörte der Oberschicht der französischen Kolonie Neufrankreich an. Seine Brüder waren Pierre de Rigaud de Vaudreuil de Cavagnial, François-Pierre de Rigaud de Vaudreuil und Joseph-Hyacinthe de Rigaud de Vaudreuil.

### Dienst in der Compagnies Franches de la Marine
Noch als Kind trat Rigaud am 8. Mai 1695 offiziell in die Compagnies Franches de la Marine ein. Er begann seinen Dienst am 20. Mai 1698 mit dem Rang eines Enseigne der Marineinfanterie und Garde de la Marine. Ab dem 15. Januar 1705 zum Lieutenant befördert, diente er ab 1707 auf dem 46-Kanonen-Schiff Héros. Am 5. Mai 1710 wurde er zum Capitaine ernannt und diente auf der Africain.

### Dienst in der Marine
Im Jahr 1711 wurde Rigaud von seinem Vater an den französischen Hof geschickt, um die Niederlage des britischen Flottenverbandes von Rear-Admiral Hovenden Walker zu verkünden, der Québec angreifen sollte (siehe Québec-Expedition). Bei dieser Gelegenheit wurde er König Ludwig XIV. und dem Marineminister dem Comte de Pontchartrain vorgestellt. Diese verliehen ihm am 5. Juli 1711 ein Patent als Enseigne de vaisseau der französischen Marine.
Am 28. Juni 1713 wurde er zum Lieutenant de vaisseau befördert und diente nacheinander an Bord der François (1716), der Éléphant (1718), der Chameau (1720 und 1723) und der Dromadaire (1722 und 1725) auf Einsätzen zwischen Frankreich und Kanada. Am 23. Dezember 1721 wurde Rigaud zum Chevalier (Ritter) des Ordre royal et militaire de Saint-Louis ernannt.
Im Jahr 1727 diente er auf Ardent im Mittelmeer, und ab März 1729 als Kommandant erneut auf der Éléphant. Mit diesem Schiff sollte er zwei hochrängige Personen und seine beiden Brüder Pierre und François-Pierre nach Québec bringen. Das Schiff erlitt aber am 1. September 1729 etwa 30 Meilen von seinem Bestimmungsort in der Nähe von Cap Brûlé Schiffbruch und ging verloren. Am 7. März 1730 wurde Rigaud in Rochefort vor ein Kriegsgericht gestellt. Dieses Gericht, unter Vorsitz des Marinekommandanten von Rochefort, sprach ihn aber nicht schuldig am Verlust seines Schiffes. Er wurde noch im gleichen Jahr als Erster Offizier auf  der Rubis in kanadischen Gewässern eingesetzt. Diesem folgte ab 1731 eine Kommandierung auf die Français (50 Kanonen) und ab 1734 als Kommandant auf der Charante (28 Kanonen) bis 1735. Louis-Philippe de Rigaud wurde am 1. April 1738 zum Capitaine de vaisseau befördert und übernahm im folgenden Jahr das Kommando über die Jason (50 Kanonen). Diesem folgten Kommandos auf der Victoire (50 Kanonen), Aquilon (42 Kanonen) und Heureux (60 Kanonen). Mit Letzterer war er an der Seeschlacht bei Toulon im Februar 1744 gegen die Briten beteiligt.

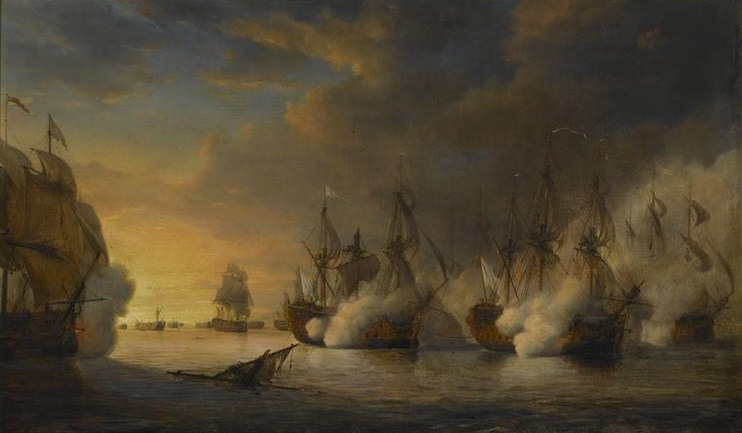
Die Tonnant im Schlepp der Intrépide im Kampf gegen britische Schiffe.

Im Jahr 1747 erhielt er das Kommando über das 74-Kanonen-Schiff Intrépide. Mit diesem gehörte er im Oktober desselben Jahres zur Sicherung eines acht Schiffe umfassenden Geschwaders unter dem Kommando des Marquis de l’Estenduère, das einen etwa 250 Handelsschiffe starken Geleitzug zwischen Frankreich und den Westindischen Inseln schützen sollte. Das Geschwader wurde aber von einer britischen Flotte unter Edward Hawke angegriffen (siehe Zweite Seeschlacht am Kap Finisterre). Nach der Schlacht waren von den Schiffen der französischen Geleitsicherung nur die Tonnant (80 Kanonen, Geschwaderflaggschiff) und Rigauds Intrépide nicht durch die Briten gekapert worden. Durch den Einsatz des französischen Geschwaders konnte eine Erbeutung des gesamten Geleitzuges durch die Briten allerdings vereitelt werden.
Aufgrund seines Verhaltens wurde Louis-Philippe de Rigaud de Vaudreuil am 1. April 1748 zum Chef d’escadre (Konteradmiral) befördert. Fünf Jahre später, am 25. August 1753, wurde er zum Lieutenant-général (Vizeadmiral) ernannt, ein für die damalige Zeit sehr hoher Rang, direkt unter dem des Vice-amiral de France. Er beendete seine Karriere als Kommandant des Marinestützpunktes von Rochefort.
Rigaud wurde am 1. Juli 1754 zum Commandeur (Kommandeur) und am 14. November 1756 zum Grand-Croix des Ordre royal et militaire de Saint-Louis ernannt. Er starb am 27. Dezember 1763 im Alter von 72 Jahren in Rochefort.

## Ehe und Nachkommen
Louis-Philippe de Rigaud de Vaudreuil heiratete am 22. Dezember 1723 Elisabeth-Catherine Le Moyne, die Tochter von Joseph Le Moyne de Sérigny, Gouverneur des Hafens von Rochefort, und Marie-Elisabeth Héron. Aus dieser Verbindung gingen zwei Söhne, die alle in der Marine dienen, und eine Tochter hervor. Diese beiden Söhne erreichten den Rang eines Lieutenant-général des armées navales bzw. Vice-amirals und zeichnen sich im Amerikanischen Unabhängigkeitskrieg aus.
- Louis-Philippe de Rigaud de Vaudreuil (1724–1802)
- Louise Élisabeth Charlotte de Rigaud de Vaudreuil (1725–1806).
- Louis de Rigaud de Vaudreuil (1728–1810)

## Bemerkungen
1. ↑  Als Garde de la Marine, meistens Garde-marine abgekürzt, wurden zwischen 1670 und 1786 junge Edelleute bezeichnet, welche sich in der Ausbildung zum Marineoffizier befanden (Offizieranwärter). Sie entsprachen damit dem Midshipman der britischen Marine.